# The Midnight
The Midnight — американская синтвейв-группа, сформированная в Атланте вокалистом Джеймисоном Тайлером Лайлом и продюсером, композитором и певцом Тимом Даниэлем Макэваном.
Группа была сформирована в результате встречи Тайлера и Тима во время семинара по совместному написанию песен в Северном Голливуде (2012 год). Вдохновлённые саундтреком фильма «Драйв» и жанром ретровейва, выделяющимся в их работе, пара написала два сингла «WeMoveForward» и «Gloria», которые будут выпущены через два года в рамках их дебютного мини-альбома Days of Thunder. В 2016 году, дуэт выпустил 12 треков на полноформатном диске Endless Summer, в следующем году был издан ещё один их альбом — Nocturnal, который провел несколько недель в качестве бестселлера на веб-сайте Bandcamp и достиг семнадцатого места в танцевальном/электронном хит-параде Billboard в октябре 2017 года. В ноябре 2017 года группа выступила с аншлаговым концертом на лос-анджелесской площадке Globe Theatre. Дуэт многократно сотрудничал с Timecop1983 и другими продюсерами жанра ретровейва. Один из таких совместных продуктов фигурирует на альбоме Nocturnal под названием «River of Darkness». Другое сотрудничество этих музыкантов было включено в пластинку Night Drive, самого Timecop1983, под названием «Static».

## Дискография

Globe Theatre, ноябрь 2017 года

### Студийные/мини-альбомы
- Days of Thunder (15 июля 2014)
- Days of Thunder (the instrumentals) (20 марта 2016)
- Endless Summer (5 августа 2016)
- Endless Summer (the instrumentals) (13 августа 2016)
- The Midnight Remixed (14 августа 2017)
- Nocturnal (13 октября 2017)
- Kids (21 сентября 2018)
- Monsters (10 июля 2020)
- Horror Show (19 марта 2021)
- Heroes (9 сентября 2022)

### Синглы
- «Lost & Found (The Midnight remix)» (13 марта 2016)
- «Sunset» (13 мая 2016)
- «Vampires» (10 июня 2016)
- «Sunset (Michael Cassette Remix)» (7 августа 2017)
- «Crystalline» (September 22, 2017)
- «Synthetic (Mango, We Are All Astronauts, Lost Empire Remixes)» (18 декабря 2017)
- «Lost Boy» (13 июля 2018)
- «America 2» (3 августа 2018)
- «Arcade Dreams» (7 сентября 2018)
- «America Online» (3 мая 2019)

### Ремиксы
- Drake — 0 To 100 (The Midnight Remix) (UNOFFICIAL REMIX) (Июль 2016)
- Scavenger Hunt — Never Enough (The Midnight Remix) (8 ноября 2016)
- ARIZONA — Oceans Away (The Midnight Remix) (24 февраля 2017)
- Clubhouse — Kyra (The Midnight Remix) (10 апреля 2017)
- Jon Bellion — 80s Films (The Midnight Remix) (UNOFFICIAL REMIX) (25 июня 2017)
- The Night Game — The Outfield (The Midnight Remix) (27 апреля 2018)
- The Midnight feat. Taylor Swift — Collateral Style (UNOFFICIAL REMIX) (28 августа 2018)
- SYML — Clean Eyes (The Midnight Remix) (8 февраля 2019)[10]
- The Midnight - Prom Night (Original Mix) (26 июня 2020)

### Концертные выступления
- DNA Lounge, Сан-Франциско, Калифорния (14 июля 2017)[11]
- Globe Theatre, Лос Анджелес, Калифорния (18 ноября 2017)[9]
- Music Hall of Williamsburg, Бруклин, Нью-Йорк (16 марта 2018)[12]
- The Independent, Сан-Франциско, Калифорния (20 октября 2018)[13]
- Trabendo, Париж (1 марта 2019)
- Sala But, Мадрид (2 марта 2019)
- Scala, Лондон (5 марта 2019)[14]
- Scala, Лондон (6 марта 2019)